# Boucles de Sospel
Les Boucles de Sospel (ou Boucles de l'USTNL) sont une course cycliste française, organisée de 1922 à 1983 à Sospel par l'Union Sportive des Tramways de Nice et du Littoral. De 1946 à 1948, elle est ouverte aux licenciés FFC et FSGT.
À partir de 1949 (sauf 1983), l'épreuve est organisée sous l'égide de la FSGT et ouverte à ses seuls licenciés,.

## Palmarès
| Année | Vainqueur          | Deuxième            | Troisième         |
| ----- | ------------------ | ------------------- | ----------------- |
| 1922  | Second Ganora      | François Urago      | Jean Rospide      |
| 1923  | Constant Donghi    | Emmanuel Garoscio   | Albert Bracco     |
| 1924  | Ange Marchiani     | Barthélémy Dalmasso | Pierre Pistone    |
| 1925  | Jean Ampurias      | Renzo Tavelli       | Mario Breschi     |
| 1926  | Mario Breschi      | Ernest Santinelli   | Nicolas Guglielmi |
| 1927  | Adrien Mary        | Louis Brilli        | Giuseppe Barale   |
| 1928  | Giuseppe Barale    | Pierre Pastorelli   | René Giachino     |
| 1929  | Arthur Gaudino     | Joseph Fossati      | Joseph Mengarelli |
| 1930  | Charles De Ambrosi | Amilcar Cavandoli   | Charles Ceppi     |
| 1931  | René Vietto        | Paolo Bianchi       | Charles Ceppi     |
| 1932  | Paolo Bianchi      | Marcel Ribeiro      | Jean Laugero      |
| 1933  | Igor Troubetzkoy   | Gabriel Ruozzi      | Amédée Rolland    |
| 1934  | Enrico Puppo       | Pierre Valentini    | Adelmo Filoni     |
| 1935  | Pierre Pastorelli  | Nello Troggi        | Jacques Bodino    |
| 1936  | Enrico Puppo       | Dante Gianello      | Nello Troggi      |
| 1937  | Massimo Ongaro     | Stefano Giuppone    | Pietro Molinar    |
| 1938  | Lazare Verzelli    | Dante Gianello      | Amédée Rolland    |
| 1939  | Dante Gianello     | Dominique Zanti     | Nello Troggi      |
| 1941  | Gino Proietti      | Paul Giacomini      | André Fontana     |
| 1942  | Pierre Molinéris   | Alfredo Martini     | Adolphe Deledda   |
| 1943  | Apo Lazaridès      | Albert Bollo        | Osvaldo Falaschio |
| 1946  | Celestino Camilla  | Raymond Sabat       | Marius Sordello   |
| 1947  | Dorado Spagli      | Osvaldo Falaschio   | Marius Mutero     |
| 1948  | Marius Orsini      | Charles Gregorini   | Raymond Sabat     |
| 1983  | Pascal Simon       | Thierry Claveyrolat | Fabien De Vooght  |

### Palmarès des vainqueurs de 1949 à 1963
| 1949 | Charles Gregorini  |
| 1950 | Raymond Gauthier   |
| 1951 | Raymond Gauthier   |
| 1952 | Charles Gregorini  |
| 1953 | François Barattolo |
| 1954 | André Nicolaï      |
| 1955 | André Nicolaï      |
| 1956 | Charles Gregorini  |
| 1957 | Jean-Noël Rospide  |
| 1960 | Gilbert Bellone    |
| 1961 | Jean-Claude Madala |
| 1962 | Roland Blanchet    |
| 1963 | André Nicolaï      |